# Изпит (филм)
„Изпит“ е българска киноновела от 1971 година на режисьора Георги Дюлгеров, по сценарий на Николай Хайтов. Оператор е Радослав Спасов. Създаден е по разказа „Изпит“ на Николай Хайтов. Музиката във филма е композирана от Симеон Пиронков. Във филма дебютира Филип Трифонов.
Новелата е част от филма Шарен свят.

## Сюжет
Действието се развива в началото на 20 век. Лию (Филип Трифонов) е млад бъчвар и е признат от гилдията за майстор, но никой не вярва истински в качествата му. След дълго чакане получава поръчка от Карата (Вълчо Камарашев) да изработи за него бъчва. Лию прави кацата с лескови обръчи, вместо метални, и това става повод за сериозни нападки и присмех от страна на цялото село. Лию е решен да докаже здравината на бъчвата, като я хвърли в буйната река, но преди това сключва облог с ходжата (Петър Славов) – ако кацата издържи, ходжата трябва да обръсне брадата си. Бъчвата преминава успешно изпитанието и ходжата е принуден да се обръсне и да признае майсторството на Лию.

## Състав

### Актьорски състав
| Роля           | Изпълнител                    |
| -------------- | ----------------------------- |
| Майстор Лию    | Филип Трифонов                |
| Карата         | Вълчо Камарашев               |
| Изгората       | Снежина Балабанова            |
| Ходжата        | Петър Славов                  |
| Бащата на Лию  | Никола Тодев                  |
| Кривото        | Стефан Мавродиев              |
| Средното момче | Евтим Кирилов                 |
| Млад майстор   | Панчо Панчев (некредитиран)   |
| Калфа          | Калчо Калчев (некредитиран)   |
|                | Петър Слабаков (некредитиран) |

В епизодичните роли участват жители на село Долен, Гоце Делчевско.

### Творчески и технически екип
| Сценарий           | Николай Хайтов                                                              |
| Режисьор           | Георги Дюлгеров                                                             |
| Оператор           | Радослав Спасов                                                             |
| Художник           | Виолета Йовчева                                                             |
| Музика             | Симеон Пиронков                                                             |
| Звукооператор      | Моис Мандил                                                                 |
| Редактор           | Свобода Бъчварова                                                           |
| Монтаж             | Сашка Попова                                                                |
| Грим               | Филипия Каминска                                                            |
| Фотограф           | Тодор Костов                                                                |
| Асистент-режисьори | Райна Йончева Кирил Киров Емилия Василева                                   |
| Асистент-оператори | Михаил Николов Константин Занков Пламен Сомов                               |
| Директор           | Весела Димитрова                                                            |
| Distributed by     | Българска кинематография Студия за игрални филми - София /Copyright © 1971/ |

## Награди
- „Наградата на кинокритиката“ на Фестивала за български игрални филми „Златна роза“ във Варна, 1971.
- „Наградата на журито“ на Международния кинофестивал — Локарно (1972), Швейцария.